# Паник
Паник је насељено мјесто у општини Билећа, Република Српска, БиХ. Према попису становништва из 1991. у насељу је живјело 2 становника. На попису становништва 2013. године, према подацима Агенције за статистику Босне и Херцеговине пописано је 0 становника.

## Становништво
| Националност       | 1991. | 1981. | 1971. | 1961. |
| Срби               | 2     | 3     | 6     | 233   |
| остали и непознато |       |       |       | 1     |
| Укупно             | 2     | 3     | 6     | '     |

| Демографија | Демографија | Демографија |
| Година      | Становника  | Становника  |
| ----------- | ----------- | ----------- |
| 1961.       | 234         |             |
| 1971.       | 6           |             |
| 1981.       | 3           |             |
| 1991.       | 2           |             |

## Знамените личности
- Никифор Вујиновић (Божо), (Паник 1851 — Сарајево, 29. јануар 1909), игуман Српске православне цркве
- Владо Вучинић, народни херој Југославије
- Јован Бобот, народни херој Југославије